# هایلیگنفلده
هایلیگنفلده (به آلمانی: Heiligenfelde) یک منطقهٔ مسکونی در آلمان است که در التمارکیسچ هول واقع شده‌است. هایلیگنفلده ۲۳۱ نفر جمعیت دارد.